# ハノーヴァー・スクエア・ルームズ
座標: 北緯51度30分50秒 西経0度08分35秒 / 北緯51.5139度 西経0.1430度

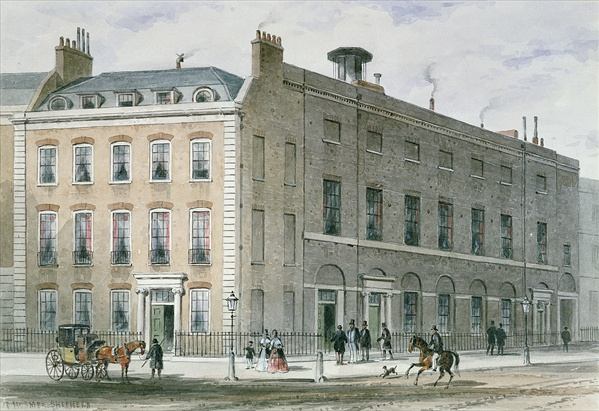
1830年ごろのハノーヴァー・スクエア・ルームズ

ハノーヴァー・スクエア・ルームズ (英: Hanover Square Rooms) またはクイーンズ・コンサート・ルームズ (英: Queen's Concert Rooms) は、かつてロンドンにあった音楽の演奏会を催すための集会場である。1774年に建設され、1900年に取り壊されるまで、ロンドンを代表するコンサート会場だった。

## 歴史
1774年、スイス出身のジョヴァンニ・ガッリーニ(en)は、ヨハン・クリスティアン・バッハおよびカール・フリードリヒ・アーベルと共同でハノーヴァー・スクエアの東南角（4番地）にコンサート・ルームズを設立した。建物では演奏会のほかに舞踏会や仮面舞踏会も開催された。後にガッリーニは他のふたりから建物を購入した。ここで有名なバッハ・アーベル・コンサートがバッハの没する1782年まで開催された。また、貴族たちによる「古楽」演奏会も開かれた。
ヨハン・クリスティアン・バッハの没後は、ヴァイオリニストのヴィルヘルム・クラーマーを中心とするプロフェッショナル・コンサートがバッハ・アーベル・コンサートの後をつぎ、1783年から1793年まで開催された。このコンサートのライバルはヨハン・ペーター・ザーロモンのコンサートで、ハノーヴァー・スクエア・ルームズで1786年からコンサートを行った。
1790年のニコラウス・ヨーゼフ・エステルハージの死にともなってエステルハージ家の楽団が解散したため、楽長のフランツ・ヨーゼフ・ハイドンはウィーンに移った。この期をザーロモンは逃さず、自分のコンサートのためにハイドンをロンドンに招聘した。ハイドンは1791-92年と1794-95年にロンドンを訪問し、このために合計12曲の交響曲（ロンドン交響曲）を作曲したが、うち93番から101番までの9曲はハノーヴァー・スクエア・ルームズのザーロモンのコンサートで初演された。
フィルハーモニック協会は、本拠地としていたアーガイル・ルームズ(en)が1830年に焼失し、短期間ヘイマーケット国王劇場を使用していたが、その後1869年までハノーヴァー・スクエア・ルームズを使用した。1833年からここでフィルハーモニック・コンサートを開催した。